# Iván Campo
Iván Campo Ramos (født 21. februar 1974 i San Sebastián, Spanien) er en tidligere spansk fodboldspiller (midterforsvarer/ defensiv midtbane). Han vandt to Champions League-titler med Real Madrid.

## Karriere
Campo startede sin seniorkarriere hos Deportivo Alavés, hvor han også havde spillet som ugdomsspiller. Efter at have spillet fast for klubben i starten af 1990'erne, skiftede han til Valencia CF. Opholdet her blev dog mindre succesfuldt, og efter to år, hvoraf det ene var blevet brugt på lejebasis hos Real Valladolid, forlod han i 1997 klubben og tog til RCD Mallorca. Hans ophold på ferieøen blev succesfuldt, og han hjalp klubben til en femteplads i La Liga i sin første sæson. Han skiftede derefter til storklubben Real Madrid.
Campo spillede de følgende fire sæsoner hos Real Madrid, hvor han var inde og ude af holdet, men nåede at spille 60 ligakampe for kongeklubben. Han var en del af Real-holdet, der vandt Champions League i både 2000 og 2002. Han var desuden med til at vinde det spanske mesterskab og Super Cuppen i 2001.
I 2003 blev Campo udlejet til den engelske Premier League-klub Bolton Wanderers, hvor han efter en sæson på leje skrev permanent kontrakt i sommeren 2004. Han spillede de følgende fem sæsoner hos Bolton, inden han sluttede karrieren af med en sæson hos både Ipswich Town og cypriotiske AEK Larnaca.

### Landshold
Campo spillede desuden fire kampe for det spanske landshold. Han var en del af den spanske trup til VM i 1998 i Frankrig. Her spillede han én af spaniernes tre kampe i turneringen, hvor holdet røg ud efter gruppespillet.

## Titler
UEFA Champions League
- 2000 og 2002 med Real Madrid

Intercontinental Cup
- 1998 med Real Madrid

La Liga
- 2001 med Real Madrid

Supercopa de España
- 2001 med Real Madrid